# Luis María Iriarte Larumbe
Luis María Iriarte Larumbe (Esquiroz,  9 de julio de 1951) es un político navarro, militante de UPN. Fue alcalde de Zizur Mayor entre 1996 y 2007 y de 2011 a 2015. Fue uno de los fundadores, junto a Luis Ibero Elía de la Agrupación Independiente de Zizur Mayor (AIZM) en 1979.
Fue elegido alcalde por esta agrupación local (AIZM) en entre 1996 y 2003. Después, se afilió a UPN, en el que siguió en la alcaldía entre 2003 y 2007 y de 2011 a 2015.

## Labor política
Llega al ayuntamiento de Zizur Mayor como concejal en 1979 como número 2 en la AIZM, y en 1995, tras la marcha de Luis Ibero Elía al Gobierno de Navarra, llega a la alcaldía de la localidad zizurtarra. En 2003, todos los miembros de la AIZM se afilian a UPN con la que concurre como cabeza de lista en las elecciones de 2003.

### Legislatura 1995-1999
Tras la dimisión de Luis Ibero como alcalde de Zizur, llamado por Juan Cruz Alli para ser Consejero foral, Luis María Iriarte releva a Ibero en el cargo de Alcalde del ayuntamiento de Zizur Mayor. Gobernó con los votos a favor de su propio partido y del edil Lorenzo García del grupo (CDN). El resto de grupos, votaron a su candidato.

### Legislatura 1999-2003
Iriarte se presenta por primera vez como candidato a la alcaldía por la AIZM, pero esta vez perdió un concejal, quedándose con 5 ediles de los 13 que completa el consistorio. Esta vez pactó con CDN (2) para gobernar el ayuntamiento. El resto de grupos, votó a su propio candidato. Fue una legislatura difícil para Iriarte por el aumento de poder de fuerzas progresistas y abertzales (EH, IU, PSN, Independientes) con los que no llegó a acuerdos.

### Legislatura 2003-2007
Repitió por segunda vez ser candidato a la alcaldía, pero esta vez, dejando la agrupación local para pasarse a UPN.
Esta vez consiguió ser primera fuerza política con diferencia, pero no consiguió mayoría absoluta, por lo que volvió a pactar con CDN (2). La oposición, PSN-PSOE (3), IUN-NEB (2), Aralar (1), PNV-EA (1) y Batzarre (1), votó a sus cabezas de lista, excepto Batzarre, que votó en blanco.
Fue la legislatura más difícil de Iriarte, ya que en este mismo año, fue amenazado por la banda terrorista ETA y también el Teniente de Alcalde, José Manuel Vizcay (UPN).

### Paso a la oposición
En las elecciones de 2007, se presenta de nuevo como número uno de los regionalistas en Zizur Mayor, pero un tripartito de izquierdas y progresista entre (NaBai, PSN-PSOE e IUN-NEB), lo desplazan de la alcaldía, pasando a ser concejal y portavoz del grupo de UPN en dicho consistorio.
Desde que abandonó la alcaldía, y desde la oposición, su mayor ambición fue que Zizur volviese a ser gobernado por su partido y que NaBai dejase la alcaldía a los regionalistas. Para ello, poco más de año y medio desde las elecciones, su partido apoyó una moción de la concejal trásfuga, Arantza Arenzana Prat (ex de NaBai), para que el alcalde, Pedro Huarte Iribarren, dimitiera como primer edil del consistorio.
Llegó a proponer al grupo socialista hacer una moción de censura (7 votos de UPN y 3 del PSN) contra el alcalde, Pedro Huarte, ofreciendo la alcaldía a la portavoz socialista, Lourdes Montero, oferta que estos rechazaron de inmediato.
UPN se apoyó toda la legislatura en la trásfuga de NaBai para que el ayuntamiento no pudiera ser gobernable, ya que UPN y Arenzana sumaban 8 votos frente a los 8 de NaBai, PSN e IU, y la edil no adscrita de la ilegalizada ANV que no se unió a ninguno de ellos y votaba en blanco o se abstenía.

### Vuelta a la alcaldía
Tras los resultados de las elecciones municipales del 22 de mayo de 2011, UPN consiguió ser la primera fuerza política con 6 concejales, seguido de NaBai y Bildu con 3 cada uno, IU con 2, y PSN, PP y CDN con un representante cada uno.
Iriarte fue investido alcalde con sus 6 votos, mientras que los demás partidos se votaron a sí mismos, excepto el PSN que votó en blanco.

### Vuelta a la oposición
Tras los resultados de las elecciones municipales del 24 de mayo de 2015, se asumió que Zizur Mayor viviría un nuevo cambio político. Luis María Iriarte, con UPN, volvía a ganar las elecciones pero obteniendo su peor resultado de la historía, quedando por debajo de los 2000 votos que siempre habían obtenido con su hegemonía en la localidad, y quedando a tan solo 333 votos de la segunda fuerza, Geroa Bai.
Un acuerdo entre las fuerzas progresistas, alzaron a Jon Gondán a la alcaldía Zizurtarra, al obtener el apoyo de su grupo, Geroa Bai (4), Bildu (4), Zizur Unido (2), AS (1). Iriarte solo obtuvo los cinco apoyos de UPN, mientras que el PSN votó en blanco.
En noviembre de 2019 anunció que no se presentaría a las elecciones municipales de 2019 y abandonaría la política tras 40 años al finalizar la legislatura. Su cuñado Vicente Azqueta tomó el reemplazo.

## Proyectos en Zizur Mayor
Construcción de las Instalaciones deportivas, planificación de Urbanización Ardoi y campo de fútbol "Pinar I"